# Aimo Kairamo
Erjo Aimo Tapio Kairamo, född 23 augusti 1941 i Nivala, död 15 mars 2004 i Helsingfors, var en finländsk journalist.
Kairamo blev utbildad socionom 1967. Han arbetade 1970–1971 som politisk sekreterare för den socialdemokratiska ministergruppen och var 1971–1974 avdelningschef vid det socialdemokratiska partikansliet. Han var 1974–1984 chefredaktör för partiets huvudorgan Suomen Sosialidemokraatti och verkade därefter som kolumnist vid tidningen. Han utgav även flera böcker, bland annat Tärkeintä on liike (1989), om förutsättningarna för en demokratisk socialism. 